# 16-й пехотный полк (Австро-Венгрия)
16-й Венгерский (Хорватский) пехотный полк (нем. Ungarisches (Kroatisches) Infanterie-Regiment Nr. 16) — венгерский (или хорватский) пехотный полк Единой армии Австро-Венгрии.

## История
Образован в 1703 году. Изначально носил название 16-й венгерско-хорватский пехотный полк «фон Гизль» (нем. Ungarisch-Kroatisches Infanterie Regiment «von Giesl» Nr. 16). Участвовал в австро-турецких и Наполеоновских войнах, Семилетней и Австро-итало-прусской войне, а также в подавлении Венгерского восстания. В разное время покровителями полка были:
- 1870—1881: барон Густав Ветцлар фон Планкенштерн
- 1887—1918: барон фон Гизль

Полк состоял из 4-х батальонов: 1-й, 2-й и 4-й базировались в Бьеловаре, 3-й — в Невесине. Национальный состав полка по состоянию на 1914 год: 97% — сербы и хорваты, 3% — прочие национальности. Полк сражался на Восточном фронте Первой мировой войны, участвовал в Горлицкой битве в мае 1915 года (солдаты полка, павшие в боях, похоронены на 138-м военном кладбище в Богонёвице.
В ходе так называемых реформ Конрада с июня 1918 года число батальонов было сокращено до трёх, и 4-й батальон был расформирован.

## Командиры
- 1859—1873: полковник Йоханн фон Третиналья[9][10]
- 1873—1879: полковник Петер Чикош фон Сессья
- 1879: полковник Антон фон Зузих[11]
- 1903—1906: полковник Юлиус Фанта
- 1907—1909: полковник Виктор Негован[12]
- 1911—1913: полковник Мартин Верклян
- 1914: полковник Раймунд Будинер[2]